# Weingut Tschäpperli

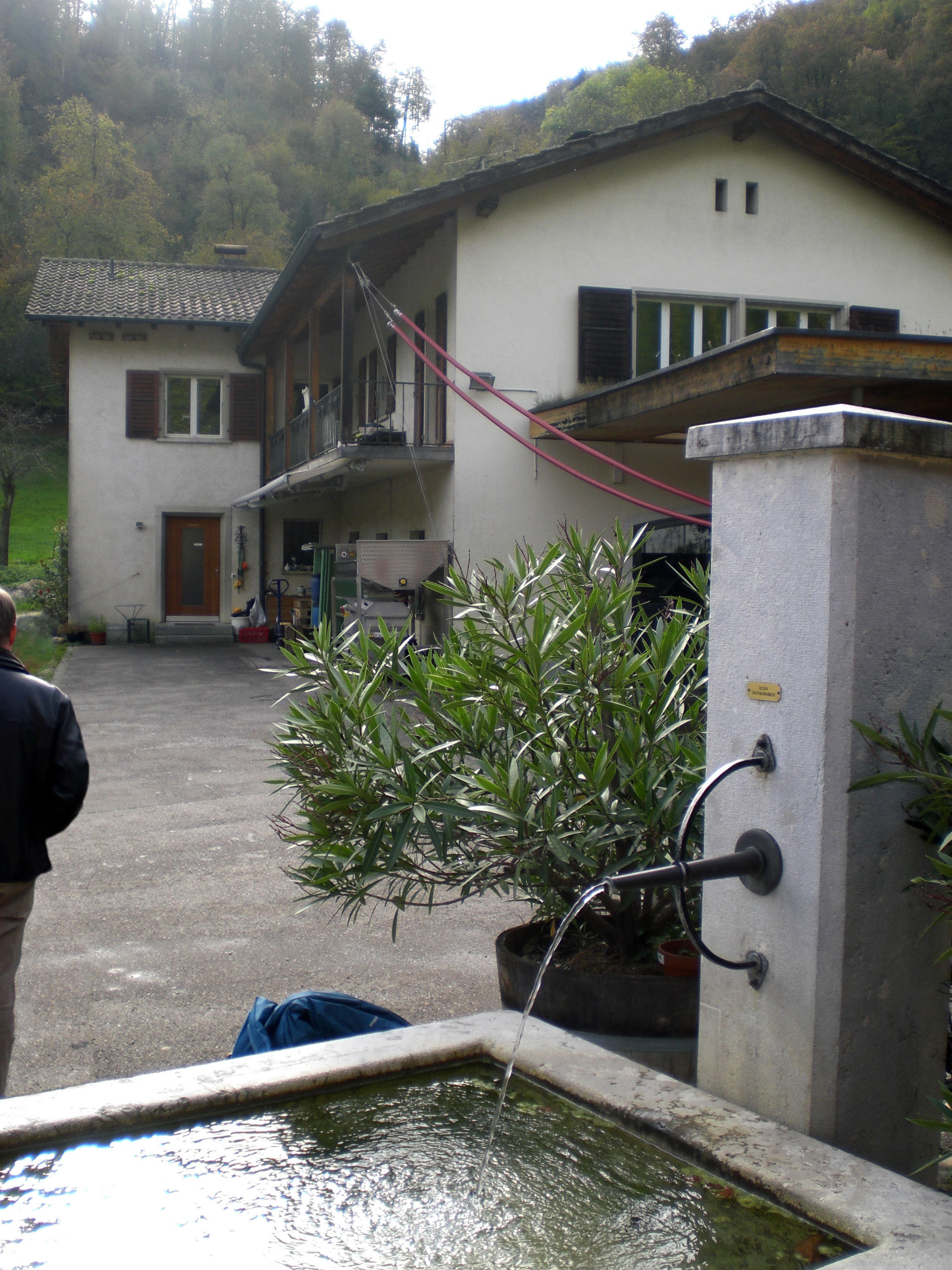
Hof mit Brunnen

Das Weingut Tschäpperli ist ein Schweizer Weingut am Ende des westlich von Aesch gerichteten Klustales (Hintere Klus). Historisch gehört es seit 1619 zum Erblehen der Familie Blarer von Wartensee, also  zur Herrschaft Bischof Jakob Christoph Blarer von Wartensee. Seit 1990 sind Dieter von Blarer und Steffi Wirth von Blarer die Inhaber. Die Rebfläche beträgt 3,4 ha, zusätzlich gehören 17 ha Waldfläche zum Grundbesitz. Der Betrieb wird seit über 20 Jahren von Ulrich Bänninger und Barbara Bänninger-Zurflüh geleitet. Seinen Namen hat das Gut von der gleichlautenden Flurbezeichnung, früher auch Tschöpperli.

## Geschichte

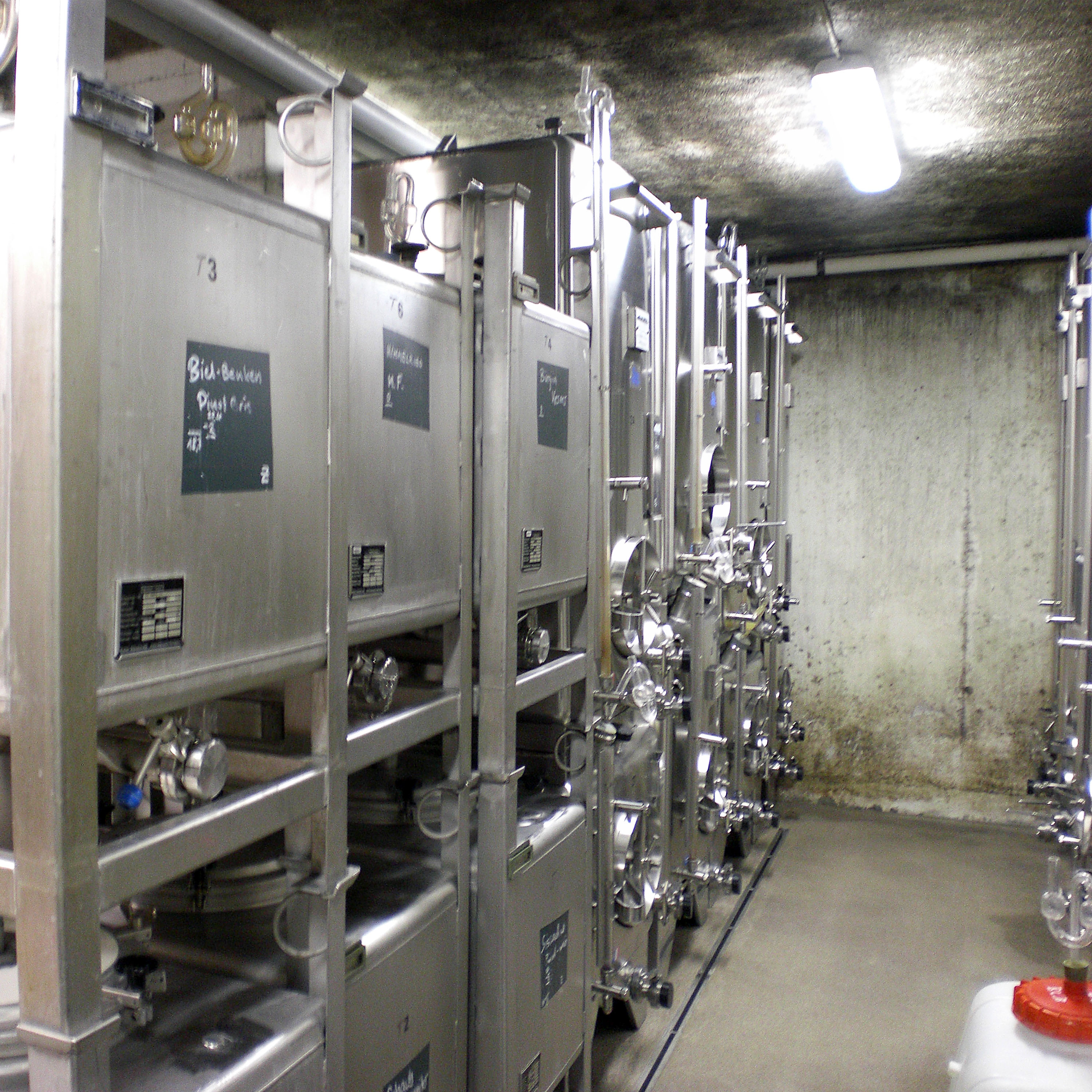
Gärkeller

Die Weingärten des heutigen Weingutes gehörten zusammen mit anderen Besitzungen beiderseits der Birs bis in die Vorhelvetische Zeit zu Frankreich, 1792/93 zur Raurakische Republik, ab 1814 zum Kanton Basel; Landvogtei Birseck. Die Pacht betrug zuletzt fünf Saum «Cluserwein vom Vorschuss also süess von der Trotten» zur Erntezeit. Der letzte damalige Erbe wurde auf die Emigrantenliste gesetzt und ist in den zeitgenössischen Urkunden als Refugiant Blarer registriert. Mit der Auflösung der alten Ständeordnung mussten Lehnsherren und Lehnsträger fliehen; der ehemalige Besitz konnte aber grösstenteils von der Familie zurückgekauft werden. Spätere Erbteilungen machten eine gemeinsame Bewirtschaftung der verschiedenen Lagen immer schwieriger. 
Erst mit dem allgemeinen Niedergang der Weinkultur, ausgelöst durch die Reblausplage und andere wirtschaftliche Widrigkeiten gelang es, die Grundstücke wieder zusammenzufassen und in einer Hand zu vereinigen.

## Produktion
Heute ist das Weingut Tschäpperli ein wirtschaftlich solides Unternehmen mit einer durchschnittlichen Jahresproduktion von 20–25'000 Flaschen. Hinzu kommt noch die Kelter von 80'000 Flaschen im Auftrag anderer Winzer. Der Keller hat eine Kapazität von 85'000 Liter Stahltank und 15'000 Liter Grosses Holzfass und Barrique.
Die ursprünglich angebauten Sorten Elbling und Gutedel sind heute grösstenteils durch Blauburgunder, Riesling-Silvaner, Pinot Gris, Garanoir, Diolinoir und Syrah ersetzt. Hinzu kommen noch einige pilzresistente Sorten im Versuchsanbau. Die Reben werden konsequent im Cordon-Schnitt erzogen.